# Emanuele Ne Vunda
Emanuele Ne Vunda, noto anche come Antonio Emanuele Ne Vunda o Antonio Emmanuele Funta (in portoghese António Manuel ne Vunda, Príncipe de Nfuta, affettuosamente soprannominato dai Romani Negrita; Regno del Congo, ... – Roma, 6 gennaio 1608), è stato un politico e diplomatico del regno del Congo, oggi corrispondente a parte dell'Angola.

## Biografia
Fu inviato nel 1604 dal re del Congo Alvaro II come ambasciatore presso la Santa Sede.
Partito nel 1604 da Mbanza Congo (capitale del regno del Congo, oggi in Angola), durante il viaggio Ne Vunda fu aggredito dai pirati, ma riuscì a salvarsi e ad approdare in Spagna, da dove tre anni più tardi raggiunse Genova e poi Roma. Il suo seguito era stato decimato e la sua salute era gravemente compromessa a causa delle peripezie vissute durante il viaggio. Al suo arrivo a Roma, papa Paolo V diede ordine di curarlo e, considerato che il principe non poteva muoversi dal letto, il papa si recò al capezzale del Ne Vunda per riceverne le credenziali e l'ambasciata. Poche ore dopo il colloquio, l'ambasciatore del re del Congo morì, il 6 gennaio 1608, essendo poi sepolto nella basilica di Santa Maria Maggiore.
L'esotica missione diplomatica, così come il fasto dei funerali che gli furono tributati accesero la fantasia dei romani e colorarono le cronache dell'epoca. Il volgo lo battezzò "Negrita", nome con cui è ancora oggi noto, anche in Angola, dove è considerato l'antesignano delle relazioni diplomatiche italo-angolane.
Per volere del pontefice, lo scultore Stefano Maderno realizzò un pregevole busto in pietra nera dell'ambasciatore, a cui collaborò anche l'artista Francesco Caporale. Il busto è visibile nella prima cappella a destra in Santa Maria Maggiore e raffigurato in una serie filatelica emessa dalle poste dell'Angola, da ultimo in occasione del quarantennale delle relazioni diplomatiche italo-angolane (1976-2016).
Inoltre, un dipinto raffigurante Ne Vunda e risalente al 1615 è visibile nel salone dei Corazzieri del palazzo del Quirinale.